# トランペット吹きながら
「トランペット吹きながら」（トランペットふきながら）は、日本の合唱曲。作詞：中村千栄子、作曲：湯山昭、歌：東京放送児童合唱団。

## 概要
1972年6月 - 7月、NHKの『みんなのうた』で紹介。昭和47年度（1972年度）の「NHK全国学校音楽コンクール」の小学校課題曲で、様々な場所にトランペットを吹き鳴らしながら行こうという内容を、はつらつと歌った楽曲。1番は「田舎」、2番は「宇宙」と、対照的な場所になっている。映像は花之内雅吉製作のアニメ。
CD化はされたものの再放送はされなかったが、「みんなのうた発掘プロジェクト」で音声が提供され、2012年6月 - 7月にラジオのみで40年ぶりに再放送となった。